# Estadio de Riverside
El Estadio de Riverside (en inglés: Riverside Stadium) ha sido el estadio del Middlesbrough FC, Reino Unido, desde su primera temporada en la Premier League inglesa (1995-96). Actualmente tiene una capacidad para 35 049 espectadores sentados, pero su capacidad va a ser ampliada para albergar a 42 000 espectadores sentados. Está considerado por la UEFA como un estadio 4 estrellas, lo que le permitiría acoger una final de UEFA Champions League o UEFA Europa League

## Historia
Ha sido el primer nuevo estadio construido en la Premier League desde el informe Taylor. Construido en 1994, reemplazó al viejo estadio de Middlesbrough el Ayresome Park. El nombre fue escogido por los fanáticos, entre los siguientes nombres:
Middlehaven Estadio 
- Erimus Stadium
- Riverside Stadium
- Teesside Stadium

En el 2005 el club hizo resurgir las "Puertas de Ayresome" que se cerraron cuando el club se liquidó. Fueron puestas fuera del Riverside Stadium como nueva entrada para el estadio.

## Partidos internacionales
Tal como su predecesor Ayresome Park, el Estadio de Riverside ha sido sede de partidos internacionales. Durante la construcción del nuevo Estadio de Wembley, la Selección de fútbol de Inglaterra jugó en varios estadios del país. Riverside fue escogido para el partido calificatorio de la Eurocopa 2004 contra Eslovaquia el 11 de junio de 2003. Inglaterra ganó el encuentro 2 a 1. 
| Fecha                   |            | Resultado |            | Competencia                        |
| ----------------------- | ---------- | --------- | ---------- | ---------------------------------- |
| 31 de agosto de 2000    | Inglaterra | 6–1       | Georgia    | Amistoso sub-21                    |
| 4 de septiembre de 2001 | Inglaterra | 5–0       | Albania    | Calificatoria a la Eurocopa Sub-21 |
| 11 de junio de 2003     | Inglaterra | 2–1       | Eslovaquia | Calificatorias a la Eurocopa 2004  |
| 7 de agosto de 2004     | Inglaterra | 3–1       | Ucrania    | Amistoso sub-21                    |
| 29 de marzo de 2005     | Inglaterra | 2–0       | Azerbaiyán | Calificatoria a la Eurocopa Sub-21 |

## Récords
Asistencia: 34 386 v Norwich City, 28 de diciembre de 2004

### Promedio de asistencia
(Premier League):
- 2002-03: 31 025
- 2003-04: 30 398
- 2004-05: 32 012
- 2005-06: 28 463